# Facundo Imhoff
Facundo Imhoff (Franck, 25 de enero de 1989) es un jugador de voleibol argentino. Formó parte de la selección argentina masculina de voleibol. Desde 2021 juega en el club Lindaren Volley Amriswil de Suiza.

## Trayectoria
Imhoff nació y se crio en Franck, Santa Fe. Allí comenzó entrenando fútbol en el Club Atlético Franck, pero a los 9 años lo echaron del equipo, por lo que decidió anotarse para jugar al vóley.
Fue convocado para el Plan de talentos de Bolívar que buscaba promesas para el vóley argentino. Así, en la temporada 2008/2009, inició su carrera formando parte del club Ciudad de Bolívar.
Luego, hasta 2012 pasó al Rivadavia Voley Villa María, donde se lo eligió como mejor bloqueador de la temporada. Durante la siguiente temporada (2012/13) formó parte de la UNTREF, para luego irse al Lomas Vóley (2013-2017).
A sus 28 años emigró a Francia para pasar a jugar en el Arago de Sète (como primera experiencia en el exterior). De allí se fue a jugar al SCM Craiova (Rumania).
En el año 2019 formó parte de la selección argentina, con la cual ganó la medalla de oro en los Juegos Panamericanos de Lima.
En la temporada 2020/21 empezó formando parte del Raision Loimu (Finlandia) para luego incorporarse al United Volleys de Frankfurt, donde fue elegido jugador más valioso luego de ganar la Copa alemana.”
En 2021 pasó a jugar en el club Lindaren Volley Amriswil de Suiza.

## Vida personal
Facundo Imhoff manifestó que su salida del closet le resultó liberadora, tanto que dejó de lesionarse y mejoró su rendimiento deportivo. Llevó su mensaje y su historia a distintos medios y hoy en día es tomado como referente, siendo contactado por mucha gente para contarle historias similares.